# Huta Fryderyk
Huta Fryderyk (niem. Friedrichshütte), oficjalnie Królewska Huta Fryderyk (niem. Königliche Friedrichshütte) – działająca w latach 1786–1933 huta srebra i ołowiu znajdująca się na Górnym Śląsku w Strzybnicy (od 1975 roku dzielnica Tarnowskich Gór).
Została założona z inicjatywy zasłużonego dla rozwoju przemysłu na Górnym Śląsku hrabiego Fryderyka Wilhelma von Redena. Nosiła imię króla Prus – Fryderyka Wielkiego. Przetapiała rudy pochodzące z Królewskiej Kopalni Fryderyk (niem. Königliche Friedrichsgrube) w Bobrownikach Śląskich (współcześnie Zabytkowa Kopalnia Srebra w Tarnowskich Górach). Dała początek nowej miejscowości – Strzybnicy (niem. Friedrichshütte) – wybudowanej dla pracowników zakładu. W 1922 roku przejęta przez państwo polskie, gościła m.in. marszałka Józefa Piłsudskiego oraz prezydenta RP Stanisława Wojciechowskiego. W 1937 roku, po ponad 150 latach funkcjonowania, zakład został zamknięty. Wkrótce po II wojnie światowej na jego terenie działalność rozpoczęły Zakłady Metalowe „Strzybnica”, po 1976 – Zakłady Mechaniczne „Zamet” w Tarnowskich Górach.

## Lokalizacja
Teren dawnej huty Fryderyk (niegdyś Zakładów Mechanicznych „ZAMET” S.A., obecnie Zamet Budowa Maszyn S.A.) znajduje się w północno-zachodniej dzielnicy Tarnowskich Gór – Strzybnicy – między ulicami Zagórską (stanowiącą odcinek drogi krajowej nr 11), Ks. prałata Edwarda Płonki (dawniej Metalowców), Kościelną i – do 22 grudnia 2016 roku – Zametowską. W pobliżu przebiega linia kolejowa nr 144, która łączy stację Tarnowskie Góry ze stacją Opole Główne i do kwietnia 2018 roku miała bocznicę prowadzącą do zakładu.

## Historia

### Lata 1786–1862

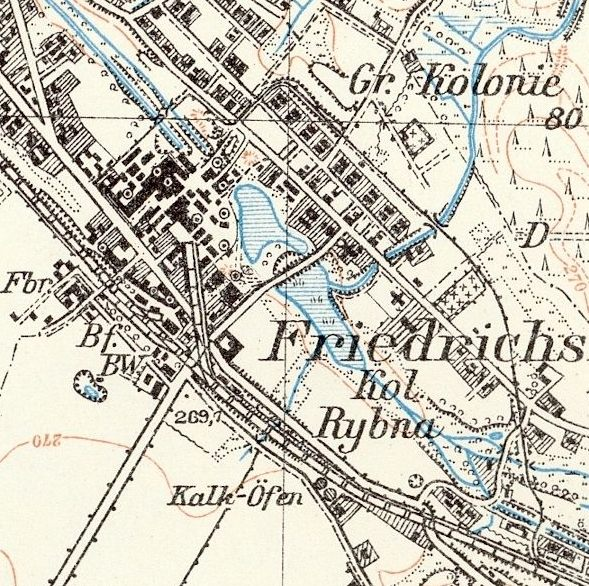
Huta Fryderyk na fragmencie niemieckiej mapy Górnego Śląska z początku XX wieku

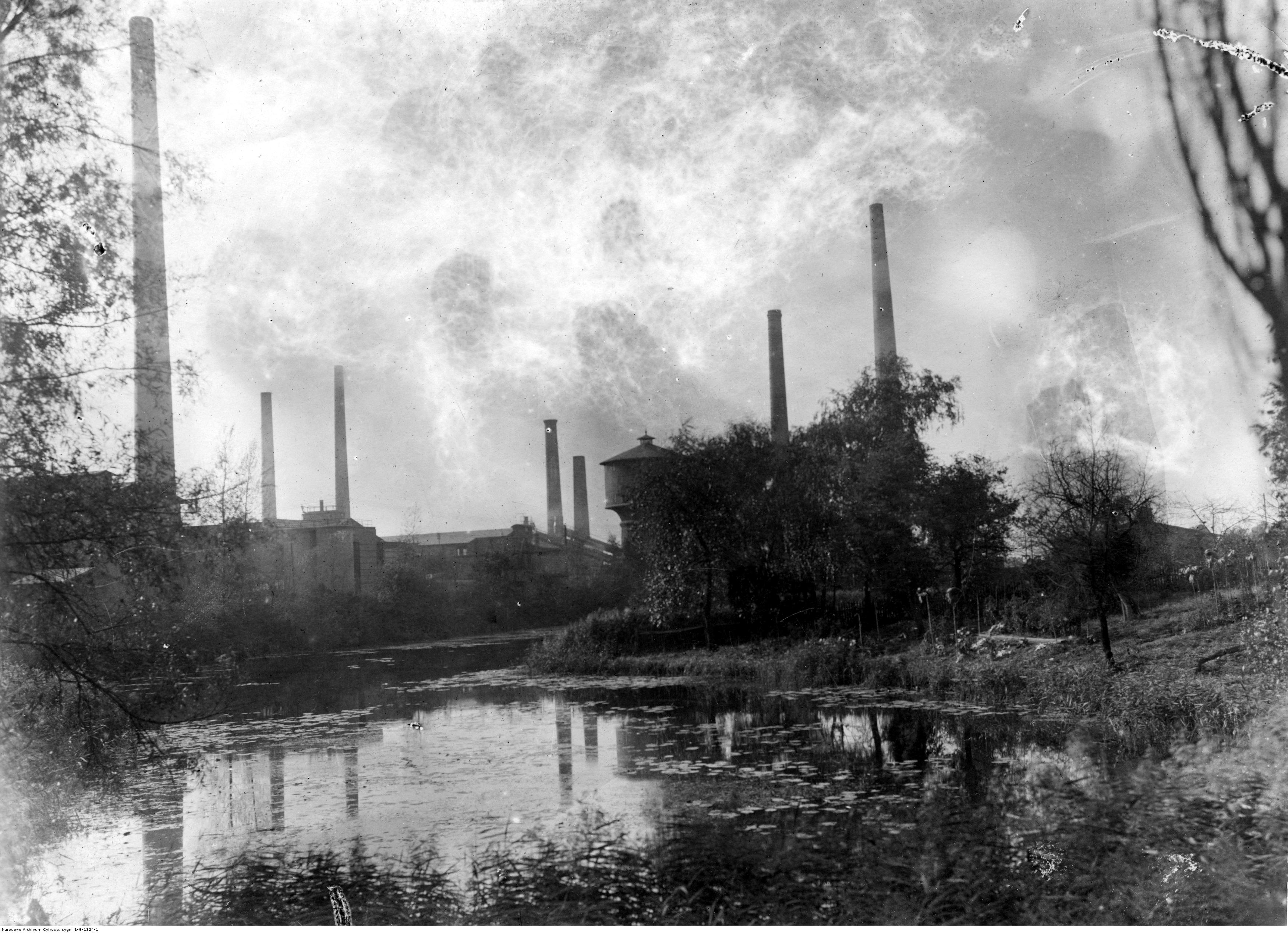
Huta Fryderyk, widok ogólny, na pierwszym planie staw

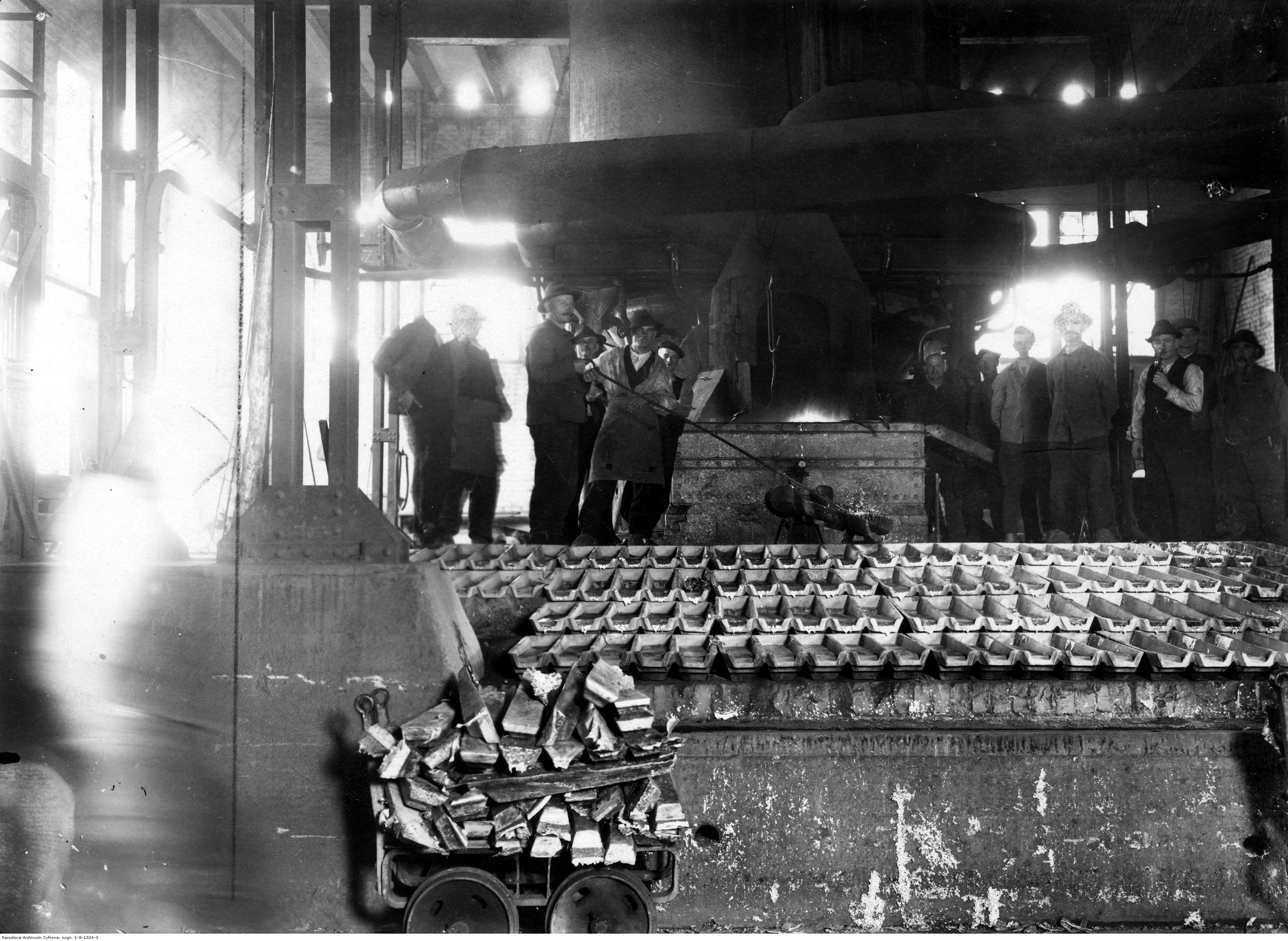
Robotnicy w odlewni

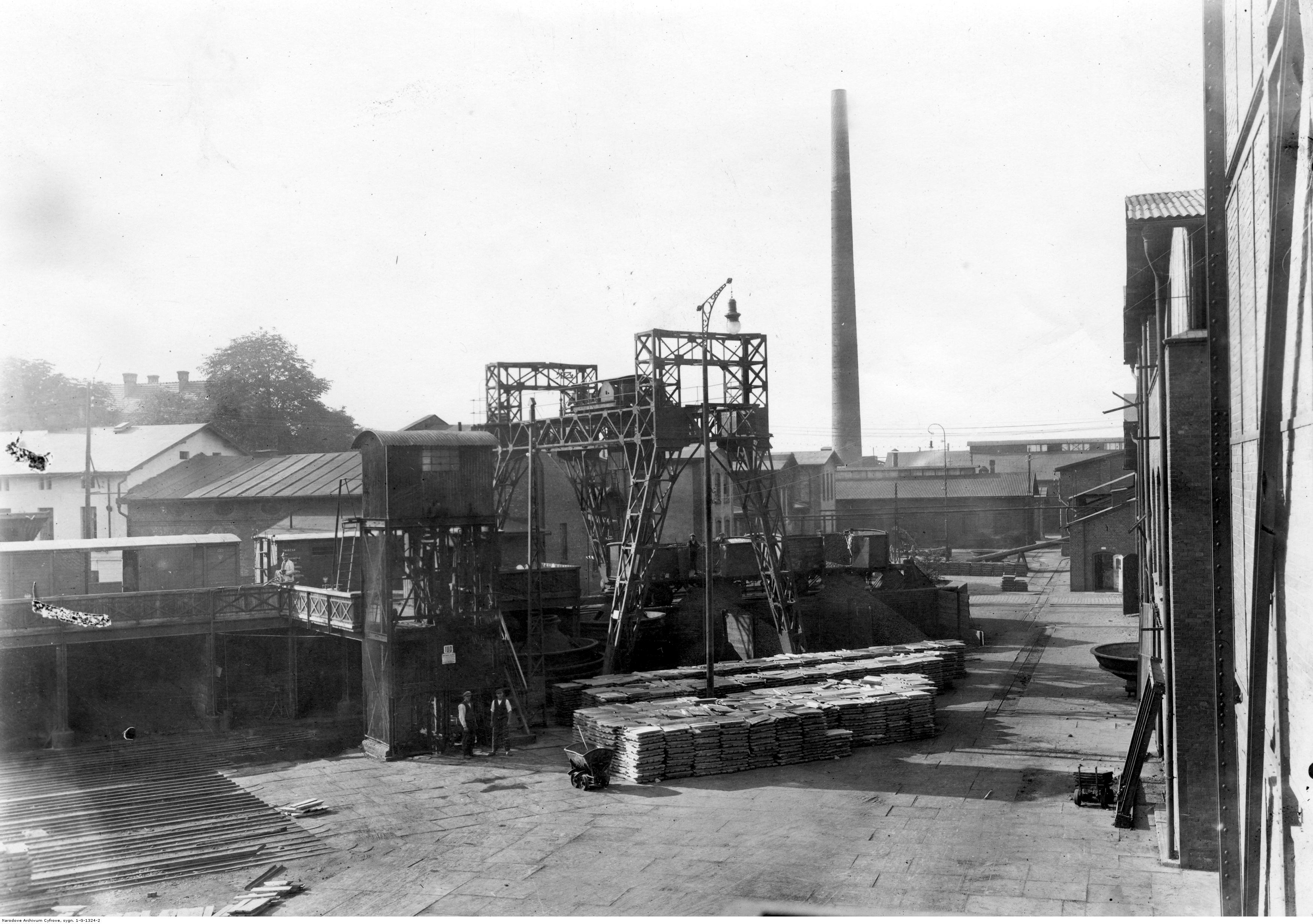
Plac zakładowy

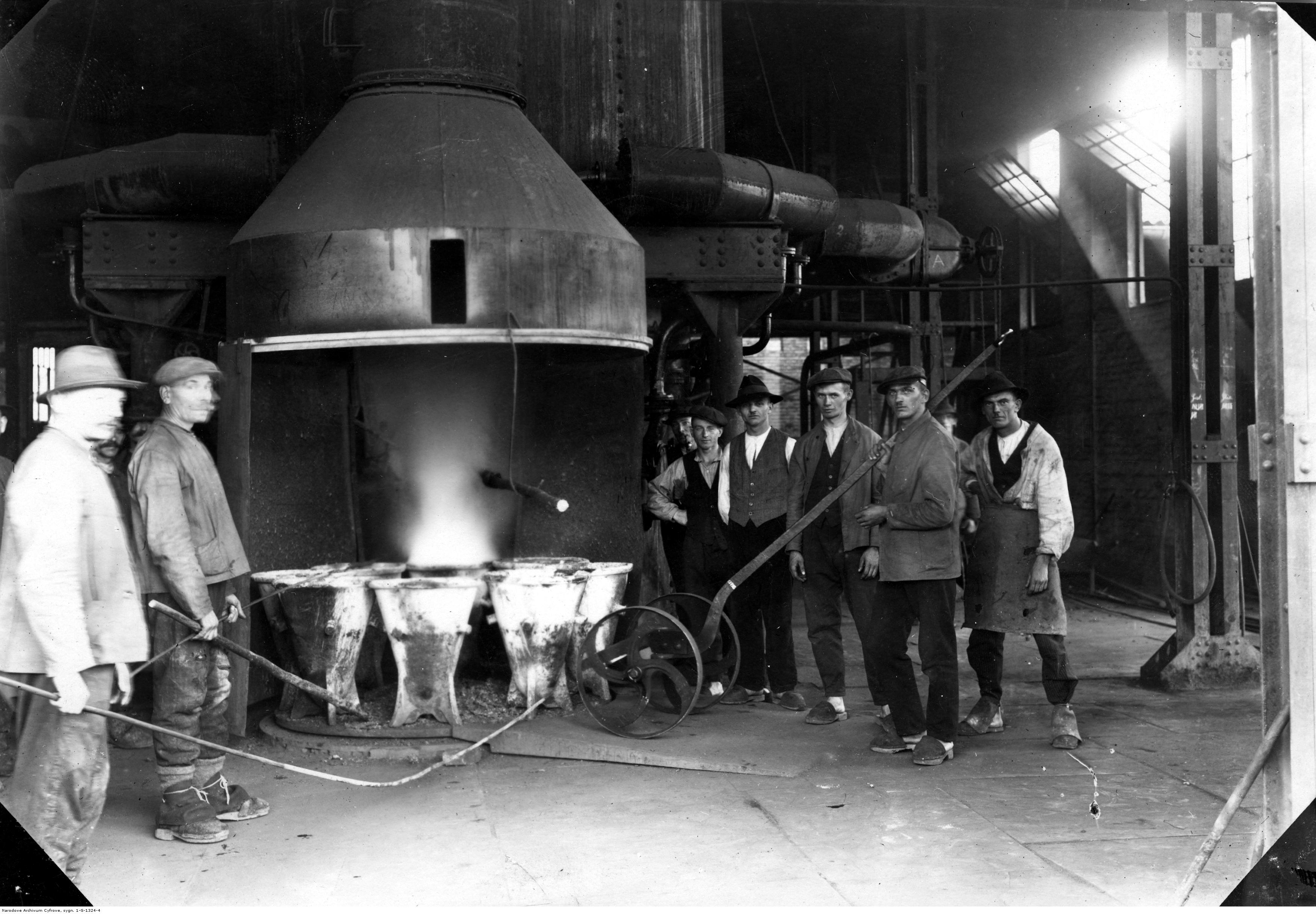
Robotnicy przy pracy

Huta srebra i ołowiu na miejscu dawnej kuźnicy Donnersmarcków w Piasecznej (niem. Piassetzna) koło Tarnowskich Gór (niem. Tarnowitz) została zbudowana przez pruski rząd z inicjatywy hrabiego Fryderyka Wilhelma von Redena w ciągu zaledwie sześciu miesięcy w 1786 roku. Budową kierował Johann Friedrich Wedding, sprowadzony na Śląsk przez Redena. Przetapianie rudy w dwóch piecach szybowych rozpoczęto 27 września 1786 roku, wykorzystując wodę z kanału odpływowego sztolni „Boże Wspomóż” (niem. Gotthelf), natomiast rudę dostarczano z Królewskiej Kopalni Fryderyk (niem. Königliche Friedrichsgrube) w Bobrownikach Śląskich. Jako paliwa używano początkowo węgla drzewnego, który w celu ograniczenia kosztów produkcji i dla uzyskiwania wyższych temperatur był od około 1790 roku stopniowo zastępowany koksem własnej produkcji. W latach 30. XIX wieku do opalania wprowadzono również węgiel kamienny.
W pierwszym okresie funkcjonowania huty wyprodukowano 32 384 kg srebra, 28 050 ton ołowiu oraz 30 142 tony glejty.
W 1799 roku huta zatrudniała niemal stu pracowników. Pod koniec tego okresu, wraz z rozbudową zakładu o 6 pieców opalanych koksem oraz o dmuchawę poruszaną maszyną parową o mocy 16 koni mechanicznych (w 1858 roku), zatrudnienie wzrosło do 180 osób.

### Lata 1863–1886
W czasie drugiego etapu funkcjonowania huty Fryderyk doszło do jej usamodzielnienia. Ustanowiono w niej królewski urząd hutniczy (niem. Kgl. Hüttenamt zu Friedrichshütte). Wcześniej nadzór nad nią sprawował Królewski Górnośląski Urząd Górniczy w Tarnowskich Górach.
Początek tego okresu to zwiększone dostawy rudy z Królewskiej Kopalni Fryderyk oraz z mniejszych prywatnych kopalń. Wymusiło to rozbudowę zakładu i unowocześnienie technologii produkcji. Wprowadzono nowy sposób odsrebrzania ołowiu, co umożliwiło zwiększenie produkcji ołowiu kosztem glejty. Dodatkowo w 1868 roku wybudowano piec do destylacji cynku, dzięki któremu uzyskiwano czysty cynk z żużla powstającego przy wytopach rud. Liczba pieców wzrosła do 11. W latach 1867–1886 produkcja ołowiu wzrosła z 3596 do 15 061 ton (o 319%), zaś glejty z 827 do 1697 ton (o 105%).
Wzrastało również zatrudnienie, które w poszczególnych latach kształtowało się następująco:
| Rok  | Liczba pracowników |
| ---- | ------------------ |
| 1863 | 214                |
| 1866 | 230                |
| 1868 | 183                |
| 1876 | 312                |
| 1883 | 333                |
| 1886 | 544                |

Pracownikami huty byli głównie mieszkańcy okolicznych wsi – Rybnej, Starych Tarnowic oraz Piasecznej – dla których zbudowano 13 domów oraz szkołę zawodową. Były to początki nowej miejscowości, która swoją nazwę wzięła bezpośrednio od huty – Friedrichshütte lub Friedrichshütte O.S., gdzie skrót O.S. oznaczał Oberschlesien – Górny Śląsk. W 1886 roku zakończono budowę kościoła ewangelicko-augsburskiego, zaś rok później – katolickiego. Obecnie teren ten to dzielnica Tarnowskich Gór o nazwie Strzybnica.
Ogółem między 1786 a 1886 (w ciągu 100 lat) huta Fryderyk wyprodukowała 167 556 kg srebra, 178 011 ton ołowiu i 52 726 ton glejty o łącznej wartości 106 358 076 marek. Od 1865 roku ołów był eksportowany do Austrii i Rosji, zaś w latach 1865–1877 również do Ameryki.

### Lata 1887–1933

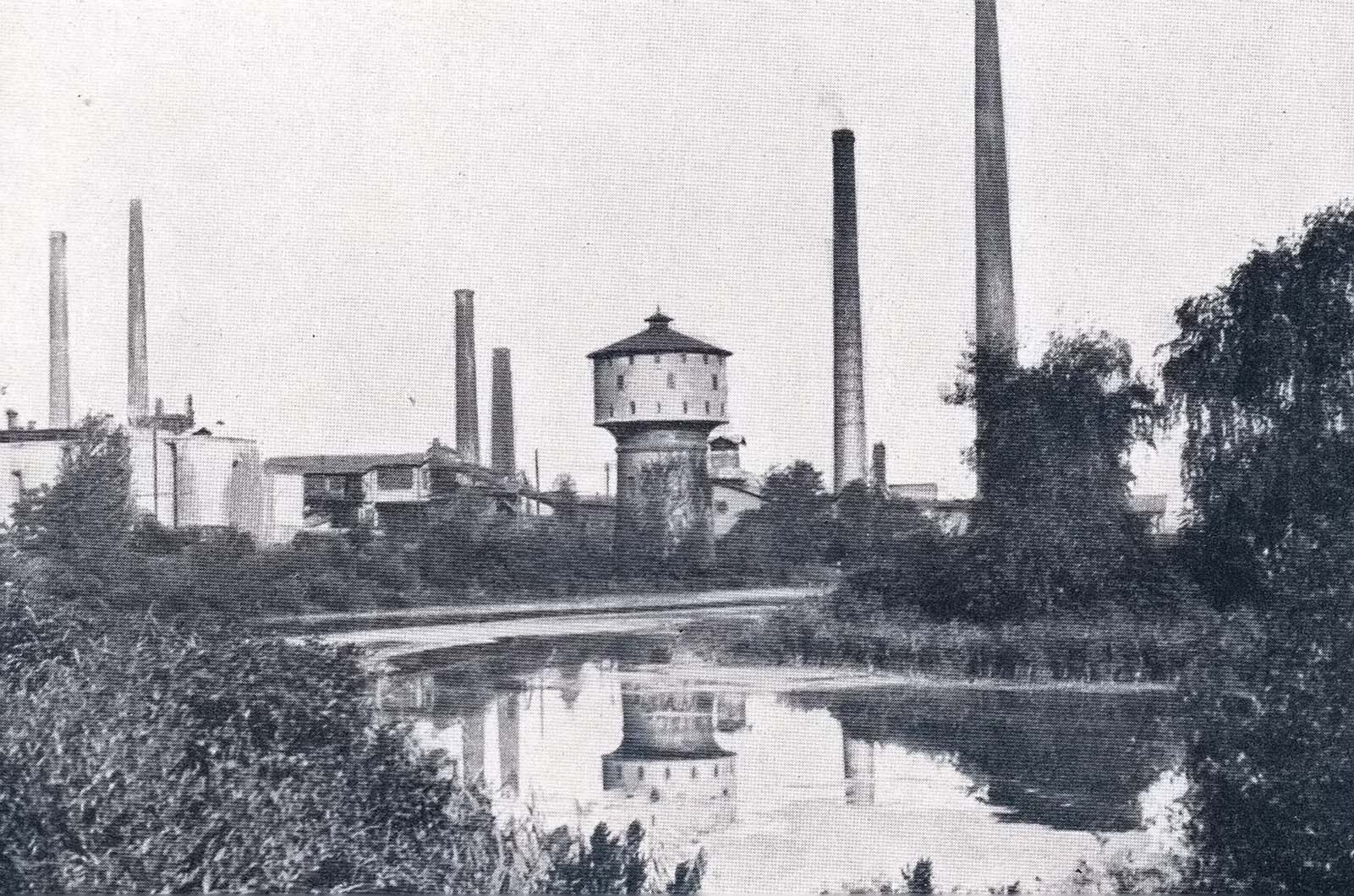
Zabudowania huty Fryderyk około 1912 roku. Pośrodku widoczna wieża ciśnień

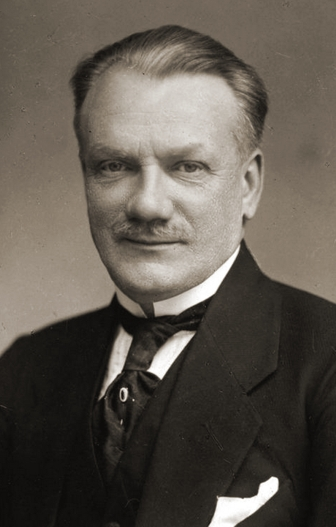
Antoni Kamieński, członek dyrekcji w latach 20. XX wieku

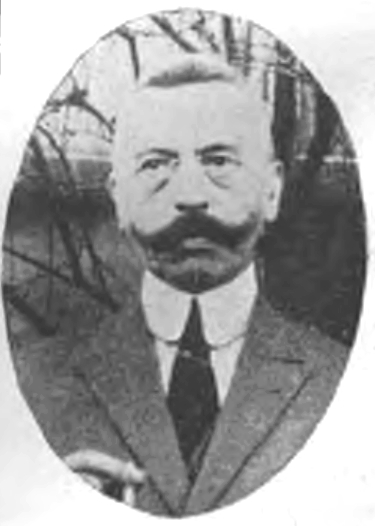
Clemens Mülkay, dyrektor generalny huty około 1927 roku

W tym okresie nastąpił szczytowy okres modernizacji konstrukcji pieców umożliwiający prażenie uboższej rudy i oddzielanie od niej siarki, co umożliwiło w 1900 roku rozpoczęcie produkcji kwasu siarkowego. Zakład ponownie rozbudowano w latach 1900–1909, wzrosło zatrudnienie (do 640 osób w 1910 roku), a urządzenia zelektryfikowano.
W sąsiedztwie huty powstawały liczne zakłady przeróbcze, m.in. fabryka śrutu i blach ołowianych (będąca od 1887 roku własnością spółki Giesches Erben), a także założona w 1895 roku bezpośrednio obok Friedrichshütte fabryka wyrobów ołowianych będąca własnością spółki Bleiindustrie-Aktiengesellschaft vorm. Jung & Lindig z Freibergu w Saksonii. 
W czasie III powstania śląskiego nadzór nad hutą przejął przedstawiciel polskiego komitetu plebiscytowego. Natomiast 22 czerwca 1922 zakład oficjalnie został przejęty przez polski Skarb Państwa, stając się przedsiębiorstwem państwowym. 26 sierpnia tego samego roku do zakładu przyjechał Naczelnik Państwa Józef Piłsudski i osobiście odlał pierwszy blok srebra w polskiej już hucie. 16 marca 1923 pod nazwą Polska Huta Skarbowa Ołowiu i Srebra w Strzybnicy (Górny Śląsk) Spółka Dzierżawna Tarnowskie Góry SA (w skrócie Tarnoferme) została przekazana spółce, w której połowa kapitału należała do Skarbu Państwa, a druga połowa do prywatnego kapitału francuskiego (Mineraux et Métaux Paris). Skutkiem tego było ograniczenie zwierzchności władz państwowych nad hutą i praktyczny brak możliwości ingerencji w prawa właścicieli. Miesiąc po ustanowieniu spółki dzierżawnej hutę odwiedził prezydent RP Stanisław Wojciechowski.
Załoga około 1927 roku liczyła w przybliżeniu 500 pracowników. W 1925 roku w strzybnickiej hucie wyprodukowano 2100 ton ołowiu, 850 ton glejty oraz 1500 kg srebra. Co roku wytwarzano także około 6000 ton kwasu siarkowego. W 1932 roku było to już jedynie 1500 ton ołowiu, 630 ton glejty i 1000 kg srebra. Było to spowodowane utratą po podziale Górnego Śląska na rzecz Niemiec zachodniego pola wydobywczego kopalni Fryderyk; do 1922 roku przetapiano ponad 3 tys. ton rudy pochodzącej z tejże kopalni, od 1922 roku było to już jedynie 500 ton.
Około 1927 roku w skład dyrekcji huty wchodził inżynier Clemens Mülkay i były minister spraw wewnętrznych Antoni Kamieński.
15 lutego 1932 zapadła decyzja o zamknięciu zakładu, zaś 21 kwietnia 1933 rozpoczęto likwidację spółki „Tarnoferme”. Żużel zgromadzony wokół zakładu oraz pozostałości rud z obszarów wydobywczych „Brzozowice”, „Cecylia” i „Nowa Helena” zakupiła spółka Giesche. Likwidacja zakładu zakończyła się 25 lipca 1937.
Wśród przyczyn zamknięcia huty wymienia się:
- wspomnianą utratę zachodniego obszaru wydobywczego kopalni Fryderyk, co zmniejszyło ilość przetapianej rudy własnej,
- wzrost kosztów produkcji spowodowany koniecznością importu rud ołowiu m.in. z Australii, Niemiec i Rumunii oraz trudnościami w przeróbce kruszcu różnego pochodzenia,
- wyczerpywanie złóż ołowiu na własnym polu wydobywczym „Fryderyk”,
- spadający popyt na ołów oraz spadek jego cen na światowych rynkach spowodowany wielkim kryzysem gospodarczym.

### Po likwidacji
Działalność przemysłowa na terenie dawnej huty ołowiu i srebra została reaktywowana w 1946 roku. Uruchomiono odlewnię żeliwa, modelarnię oraz wydziały konstrukcyjny i mechaniczny. W halach zaczęto montować nowe maszyny, jednocześnie w sposób bezmyślny niszcząc oryginalne piece z końca XVIII wieku. W 1949 roku utworzono przedsiębiorstwo o nazwie Zakłady Metalowe „Strzybnica”, nad którym nadzór sprawował Centralny Zarząd Przemysłu Metali Nieżelaznych w Katowicach. Rok później zmieniono nazwę zakładu na Zakłady Przetwórcze „Strzybnica”. W latach 1953–1954 zrealizowano projekt rozbudowy zakładu z odlewnią staliwa i parkiem obrabiarek.
1 kwietnia 1961 w wyniku połączenia strzybnickiego zakładu z Zakładem Mechaniczno-Montażowym Kopalnictwa Rud Nieżelaznych w Piekarach Śląskich powstały Zakłady Mechaniczne Przemysłu Metali Nieżelaznych „Zamet” w Strzybnicy.
W 1964 roku oddano do użytku nowy wydział obróbki mechanicznej, zaś w 1966 roku wydziały odlewni żelaza i prototypowni, utworzono ponadto zakłady: elektryczny i produkcji doświadczalnej. W 1971 rozbudowano wydział konstrukcyjny. W okresie tym uruchomiona została produkcja maszyn, urządzeń, konstrukcji stalowych, części oraz podzespołów na potrzeby zakładów podległych Zjednoczeniu Górniczo-Hutniczemu Metali Nieżelaznych w Katowicach. Wytwarzano m.in. zbrojenia i klatki szybów, urządzenia nadszybia i podszybia, kubły i wozy urobkowe i przenośniki taśmowe dla potrzeb górnictwa, maszyny flotacyjne i pompy dla zakładów wzbogacania rud, chłodnice i rurociągi dla zakładów chemicznych, wanny elektrolityczne, maszyny odlewnicze, piece i urządzenia do rektyfikacji cynku dla hutnictwa oraz urządzenia do plastycznej przeróbki metali innych niż żelazo. W okresie 1977–1979 uruchomiono produkcję zbrojeniową. W 1975 roku uruchomiono gniazda obróbcze kół zębatych oraz wydział obróbki cieplnej. Rok później w wyniku przyłączenia miasta Strzybnica do miasta Tarnowskie Góry nastąpiła zmiana nazwy zakładu na Zakłady Mechaniczne „Zamet” w Tarnowskich Górach.
W latach 1974–1980 kierownictwo „Zamet”-u podjęło się wsparcia odbudowy Pałacu Warkoczów w Rybnej, sponsorowało również rozwój budownictwa mieszkaniowego w latach 1981–1982 oraz budowę nad zalewem w Pniowcu ośrodka wczasów świątecznych dla pracowników zakładu.
W 1986 roku rozpoczęto eksport maszyn m.in. do Jugosławii, NRD, Czechosłowacji, ZSRR, Rumunii, RFN, Holandii i Włoch. Odbyły się również obchody 200-lecia rozpoczęcia działalności hutniczej na terenie „Zametu” przez Hutę „Fryderyk”. 5 lipca 1988 gospodarską wizytę w zakładzie złożył pierwszy sekretarz Komitetu Wojewódzkiego PZPR, Manfred Gorywoda.
W celu rozwoju jakościowego produkcji „Zamet” współpracował m.in. z Politechniką Śląską w Gliwicach, Akademią Górniczo-Hutniczą w Krakowie, Instytutem Metalurgii Żelaza i Instytutem Metali Nieżelaznych oraz biurami projektów: „Hutmaszprojekt”, „Biprohut” i „Bipromet”.
Wraz z początkiem lat 90. XX wieku „Zamet” wszedł w skład Grupy Famur jako ZAMET Budowa Maszyn S.A. W 2004 roku do spółki włączono zakład zamiejscowy w Bytomiu – jednostkę powstałą na bazie wydziału mechanicznego dawnej Huty Zygmunt. 
W 2010 roku zakład został nabyty przez spółkę Pioma Industry S.A. z Piotrkowa Trybunalskiego. Wartość transakcji wynosiła 85 mln zł i skutkowała zmianą nazwy Pioma Industry S.A. na Zamet Industry Spółka Akcyjna. W 2013 spółki ZAMET Budowa Maszyn S.A., Zamet Industry Spółka Akcyjna oraz Mostostal Chojnice utworzyły razem Grupę ZAMET.

## Produkcja w latach 1787–1932
Poniższa tabela przedstawia produkcję w Hucie Fryderyk (niem. Friedrichshütte) w latach 1787–1932. Pogrubioną czcionką zaznaczono największą produkcję danego materiału.
| Rok  | srebro [kg] | ołów [t] | glejta [t] |
| ---- | ----------- | -------- | ---------- |
| 1787 | 6           | 72       | 26         |
| 1788 | 343         | 287      | 162        |
| 1790 | 185         | 180      | 153        |
| 1795 | 367         | 372      | 219        |
| 1800 | 398         | 340      | 439        |
| 1810 | 324         | 167      | 512        |
| 1820 | 270         | 339      | 367        |
| 1830 | 222         | 131      | 380        |
| 1835 | 300         | 516      | 90         |
| 1840 | 274         | 177      | 406        |
| 1847 | 440         | 304      | 407        |
| 1850 | 418         | 522      | 154        |
| 1853 | 763         | 514      | 311        |
| 1860 | 853         | 487      | 723        |
| 1861 | 2090        | 1414     | 845        |
| 1862 | 4016        | 2973     | 323        |
| 1863 | 4510        | 2905     | 925        |
| 1865 | 5000        | 4113     | 732        |
| 1870 | 5702        | 5463     | 948        |
| 1875 | 7753        | 7379     | 1145       |
| 1880 | 5865        | 7436     | 776        |
| 1882 | 5245        | 8683     | 1077       |
| 1886 | 6650        | 15 061   | 1 697      |
| 1890 | 6837        | 15 700   | 1660       |
| 1900 | 10 041      | 21 651   | 813        |
| 1905 | 12 475      | 41 611   | 658        |
| 1910 | 8339        | 32 138   | 813        |
| 1913 | 8111        | 34 350   | 1065       |
| 1925 | 1500        | 2100     | 850        |
| 1926 | 10 000      | 17 000   | 200        |
| 1932 | 1000        | 1500     | 630        |

## Obiekty zabytkowe

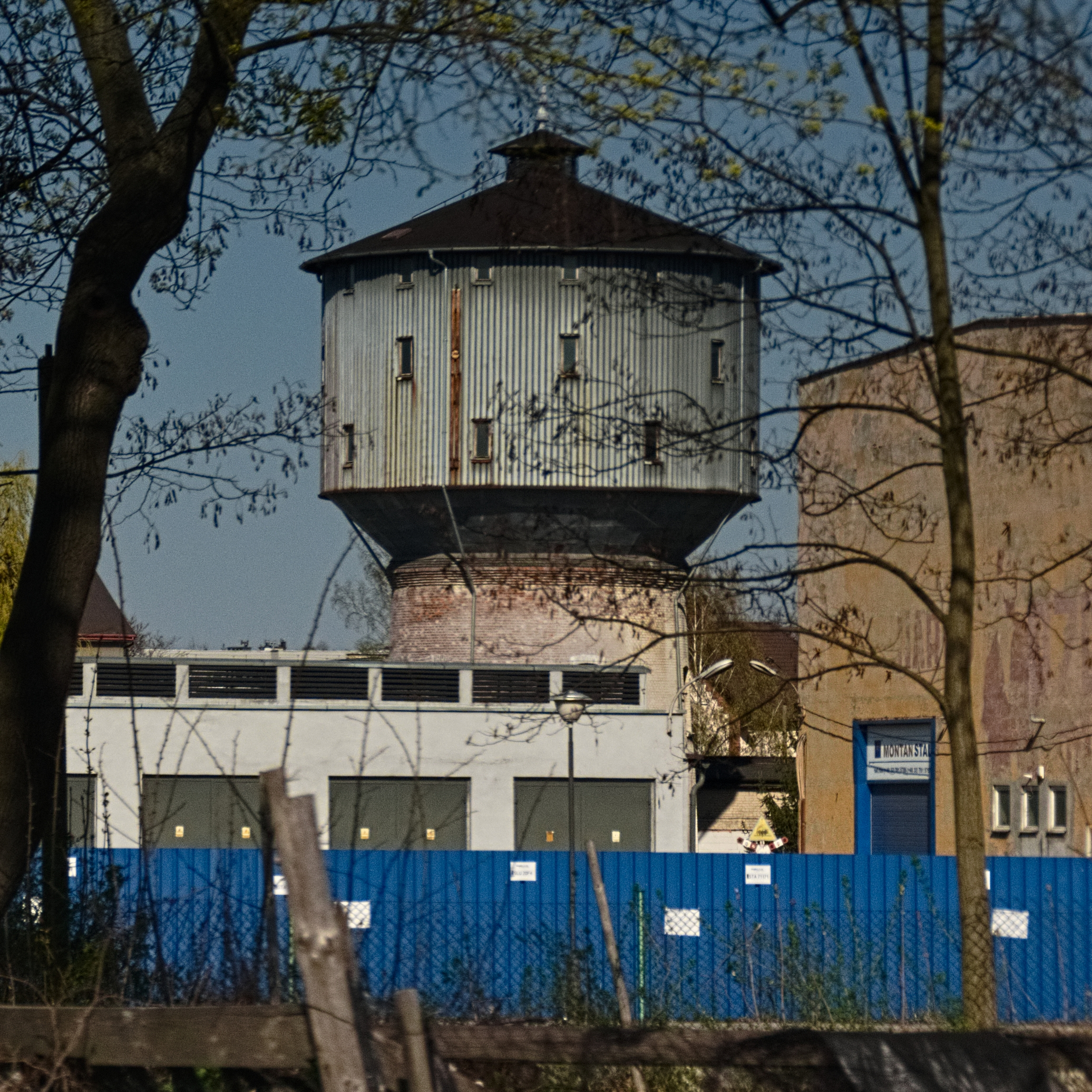
Pohutnicza wieża ciśnień na terenie Zametu (2019)

Wpisem do Gminnej Ewidencji Zabytków zostały objęte dwa obiekty pochodzące z okresu rozbudowy zakładu na początku XX wieku, znajdujące się obecne na terenie Zakładów Mechanicznych „Zamet”:
- budynek dawnej hali fabrycznej,
- wieża ciśnień.